# Florián
Florián – miasto w Kolumbii, w departamencie Santander.